# 烏蒙山金線魮
烏蒙山金線魮（学名：Sinocyclocheilus wumengshanensis）为輻鰭魚綱鯉形目鲤科金線魮屬的其中一種，該物種分布於亞洲中國雲貴高原烏蒙山，體長可達12.8公分，棲息在底中層水域，生活習性不明。

## 扩展阅读
維基物種上的相關：烏蒙山金線魮